# Tyrannochthonius altus
Tyrannochthonius altus (лат.) — троглобионтный вид ложноскорпионов рода Tyrannochthonius из семейства Chthoniidae. Встречается в пещерах в Китае: провинция Гуйчжоу,
Hezhang County, Shuitangbao Township, Caoziping Village, пещера Shenren Cave, под камнями и детритом в глубинной зоне (температура: 13 °C, влажность: 90 %) [27°0′55.82″N, 104°40′36.98″E], 2042 м над уровнем моря. Видовое название происходит от латинского слова «altus», означающего высокий, что относится к видам, обитающим на больших высотах.

## Описание
Длина тела 2—3 мм. Цвет в целом бледно-жёлтый, хелицеры, педипальпы и тергиты немного темнее, мягкие части бледные. От близких видов отличаются следующими признаками: умеренно крупный трогломорфный вид с удлиненными придатками; карапакс без глаз или глазниц; передний край карапакса тонкий, мелкозубчатый, эпистома заостренная и треугольная; задний край карапакса с 2 волосками; тергиты I—II с 4 волосками каждый. Педипальпы тонкие, бедро в 8,50—8,79 раз (самцы) и в 8,06—8,44 раз (самки) длиннее ширины; клешня в 8,25—8,57 раз (♂) и в 7,41—7,42 раз (♀) длиннее ширины; оба щечных пальца клешни с интеркалярными зубцами.  Имеют длинные коксальные шипы; аподема подвижного пальца нормальная, не сложная или сильно склеротизованная; суббазальный трихоботрий расположен посередине между субтерминальным и базальным или ближе к субтерминальному. Вид был впервые описан в 2023 году китайскими арахнологами Yanmeng Hou, Zegang Feng и Feng Zhang из Хэбэйского университета (Hebei University, Баодин, Хэбэй) по типовым материалам из Китая.